# Croix de Javaugues
La croix du Javaugues est une croix monumentale située à Javaugues, en France.

## Généralités
La croix est située sur un rocher au-dessus d'une fontaine située à l'entrée du village en venant de la route de Brioude, sur le territoire de la commune de Javaugues, dans le département de la Haute-Loire, en région Auvergne-Rhône-Alpes, en France.

## Historique
La croix est datée du XVe siècle, possiblement de la fin des guerres de Religion en France d'après Chaize.
La croix est inscrite au titre des monuments historiques par arrêté du 11 juin 1930.

## Description
La particularité de cette croix est qu'elle n'a pas de fût, qui a dû exister mais qui n'existe plus. La croix est monolithe et possède à sa base un chapiteau carré. Les sections du croisillon sont octogonales et les extrémités des branches sont terminées par des couronnes en relief.
Au niveau iconographique, sur un côté est présent un Christ dont la tête a été mutilée surmonté d'un lambe,. De l'autre côté, une Vierge à l'enfant porte des vêtements aux plis rigides,.